# Álvaro Grant MacDonald
Álvaro Grant MacDonald   (província de San José i San José, 1 de gener de 1939) fou un futbolista costa-riqueny de la dècada de 1960.
Fou 46 cops internacional amb la selecció de Costa Rica.
Pel que fa a clubs, destacà a Herediano.
Trajectòria com a entrenador:
- 1973–1975: Herediano (assistent)
- 1978: San Carlos
- 1984: Alajuelense
- 1985:  Costa Rica
- 1993:  Costa Rica
- 1994–1995: Herediano
- 1998: Goicoechea